# Jean Irmer
Jean Carlos de Souza Irmer, semplicemente noto come Jean Irmer (26 settembre 1994), è un calciatore brasiliano, difensore del Grêmio Novorizontino.

## Caratteristiche tecniche
È un difensore centrale.

## Carriera
Cresciuto nelle giovanili del Paraná, ha esordito in prima squadra il 23 agosto 2014 in occasione del match del vinto 1-0 contro il Bragantino.

## Palmarès

### Club

#### Competizioni statali
- Campeonato Cearense: 1

Ceará: 2024